# Бусленко Сергій Петрович
Сергій Петрович Бусленко (нар. 4 березня 1959, м. Рівне) — український фотохудожник. Майстер фотографії (2012), заслужений художник із золотою відзнакою та офіційний представник Міжнародної федерації фотомистецтва в Україні. Член Королівського фотографічного товариства Великої Британії (1994), Американської фотографічної асоціації (офіційний представник в Україні), Європейської спілки професійних фотографів, Національної спілки фотохудожників України.

## Життєпис
Сергій Бусленко народився 4 березня 1959 року в місті Рівному.
Голова Рівненської обласної організації НСФХУ та фотоклубу «Час».
Володіє англійською мовою.

## Творчість
У 1985 році почав займатися художньою фотографією.
Від 1997 року захоплюється фотографуванням під водою.
Учасник 650 міжнародних виставок та конкурсів, а також 28 персональних виставок в Україні, Китаї, Хорватії, Угорщині, Німеччині, Греції, Франції, Польщі, Румунії, Швейцарії, Тайвані.
Роботи публікувалися в «Digital Photographer», «Photography yearbook», «Photo Suisse», «Foto-video», «Popular Photography», «Die Magie der Fotografie», «Fotomagazin», «Chasseur d'images», «Фоto grafoz», «Foto», «DFOTO».

## Нагороди і відзнаки
- майстер фотографії Міжнародної федерації фотомистецтва (2012)[3][4];
- заслужений художник Міжнародної федерації фотомистецтва із золотою відзнакою[2][9];
- 35 золотих медалей[2][11];
- 5 ґранпрі[2];
- почесний член фотоклубів «Horizon» (Сібіу, Румунія) та «Nufarul» (Орадя, Румунія)[2];
- дворічні президентські стипендії (2012[12], 2015[13], 2021[14]).